# 대한민국 민법 제1004조
대한민국 민법 제1004조는 상속인의 결격사유에 대한 민법 상속법 조문이다.

## 조문
제1004조(상속인의 결격사유)다음 각 호의 어느 하나에 해당 상속인이 되지 못한다.

1. 고의로 직계존속, 피상속인, 그 배우자 또는 상속의 선순위나 동순위에 있는 자를 살해하거나 살해하려한 자

2. 고의로 직계존속, 피상속인과 그 배우자에게 상해를 가하여 사망에 이르게 한 자

3. 사기 또는 강박으로 피상속인의 상속에 관한 유언 또는 유언의 철회를 방해한 자

4. 사기 또는 강박으로 피상속인의 상속에 관한 유언을 하게 한 자

5. 피상속인의 상속에 관한 유언서를 위조·변조·파기 또는 은닉한 자

## 같이 보기
- 상속결격